# باراكو
براكو هي أكبر مدينة في شمال بنين، ويقدر عدد سكانها بنحو 206,667 نسمة، وعاصمة مقاطعة بورجو. واعتبارا من عام 2008 كان سامو سيدو آدمبي عمدةً المدينة.
تشكل بلدية براكو من الناحية الإدارية واحدة من مديريات بنين السبعة وسبعون. واختير العمدة الجديد عام 2015 تم اختيار العمدة الجديد وهو سرادجو آدامو كاريمو.

## المناخ
يظهر الجدول التالي التغييرات المناخية على مدار السنة لباراكو:
| البيانات المناخية لـباراكو         | البيانات المناخية لـباراكو | البيانات المناخية لـباراكو | البيانات المناخية لـباراكو | البيانات المناخية لـباراكو | البيانات المناخية لـباراكو | البيانات المناخية لـباراكو | البيانات المناخية لـباراكو | البيانات المناخية لـباراكو | البيانات المناخية لـباراكو | البيانات المناخية لـباراكو | البيانات المناخية لـباراكو | البيانات المناخية لـباراكو | البيانات المناخية لـباراكو |
| الشهر                              | يناير                      | فبراير                     | مارس                       | أبريل                      | مايو                       | يونيو                      | يوليو                      | أغسطس                      | سبتمبر                     | أكتوبر                     | نوفمبر                     | ديسمبر                     | المعدل السنوي              |
| ---------------------------------- | -------------------------- | -------------------------- | -------------------------- | -------------------------- | -------------------------- | -------------------------- | -------------------------- | -------------------------- | -------------------------- | -------------------------- | -------------------------- | -------------------------- | -------------------------- |
| الدرجة القصوى °م (°ف)              | 36.6 (97.9)                | 38.3 (100.9)               | 38.9 (102.0)               | 38.4 (101.1)               | 35.9 (96.6)                | 33.7 (92.7)                | 32.1 (89.8)                | 31.6 (88.9)                | 32.2 (90.0)                | 33.9 (93.0)                | 35.5 (95.9)                | 35.8 (96.4)                | 38.9 (102.0)               |
| متوسط درجة الحرارة الكبرى °م (°ف)  | 34.1 (93.4)                | 36.0 (96.8)                | 36.2 (97.2)                | 34.9 (94.8)                | 32.8 (91.0)                | 30.7 (87.3)                | 29.2 (84.6)                | 28.6 (83.5)                | 29.5 (85.1)                | 31.5 (88.7)                | 33.6 (92.5)                | 33.6 (92.5)                | 32.6 (90.7)                |
| المتوسط اليومي °م (°ف)             | 26.5 (79.7)                | 28.7 (83.7)                | 29.6 (85.3)                | 29.0 (84.2)                | 27.5 (81.5)                | 26.1 (79.0)                | 25.1 (77.2)                | 24.7 (76.5)                | 25.0 (77.0)                | 26.1 (79.0)                | 26.6 (79.9)                | 26.1 (79.0)                | 26.8 (80.2)                |
| متوسط درجة الحرارة الصغرى °م (°ف)  | 18.9 (66.0)                | 21.3 (70.3)                | 22.9 (73.2)                | 23.1 (73.6)                | 22.2 (72.0)                | 21.4 (70.5)                | 21.0 (69.8)                | 20.8 (69.4)                | 20.5 (68.9)                | 20.8 (69.4)                | 19.7 (67.5)                | 18.5 (65.3)                | 20.9 (69.6)                |
| أدنى درجة حرارة °م (°ف)            | 15.8 (60.4)                | 18.2 (64.8)                | 19.9 (67.8)                | 19.9 (67.8)                | 19.2 (66.6)                | 18.9 (66.0)                | 19.0 (66.2)                | 19.1 (66.4)                | 18.5 (65.3)                | 18.6 (65.5)                | 16.7 (62.1)                | 15.2 (59.4)                | 15.2 (59.4)                |
| الهطول مم (إنش)                    | 3.8 (0.15)                 | 9.2 (0.36)                 | 39.4 (1.55)                | 85.5 (3.37)                | 130.8 (5.15)               | 172.0 (6.77)               | 189.9 (7.48)               | 208.8 (8.22)               | 205.6 (8.09)               | 91.1 (3.59)                | 6.3 (0.25)                 | 6.6 (0.26)                 | 1٬149 (45.24)              |
| متوسط أيام هطول الأمطار (≥ 1.0 mm) | 0                          | 1                          | 3                          | 5                          | 9                          | 11                         | 12                         | 13                         | 15                         | 7                          | 1                          | 1                          | 78                         |
| المصدر: NOAA                       |                            |                            |                            |                            |                            |                            |                            |                            |                            |                            |                            |                            |                            |

## الاقتصاد
تقع باراكو على الطريق السريع الرئيسي بين الشمال والجنوب (RNIE 2)، وفي نهاية سكة حديدية إلى كوتونو. وهذا ما أكسبَ سوق المدينة أهميةً تجارية، وحيث تنتشر صناعات رئيسية مثل القطن والمنسوجات، وشهد قطاع صناعة زيت الفول السوداني نموا في المدينة، والسبب كان في البداية يكم في نمو العائدات المتأتية من التُّجار الماريين الذين أخذوا البضائع من المنطقة عبر الصحراء والمتوسط إلى أوروبا. كما أنها بمثابة مركز هام لتوزيع البضائع حول أفريقيا. ونتيجة لذلك، أصبح باراكو معروفًا في تجارة الرقيق قديما. وركز التُّجار فيما بعد على القطن؛ فلا تزال المدينة محوراً لتجارةِ القطن في بنين حتى يومنا هذا، مع اهتمام كبير من أوروبا.

## توأمة
لباراكو اتفاقيات توأمة مع:
- أورليان (1993 - )[4]

## أعلام
- هوبير ماغا
- عبد الفاضل سوانون